# زواج المصالح

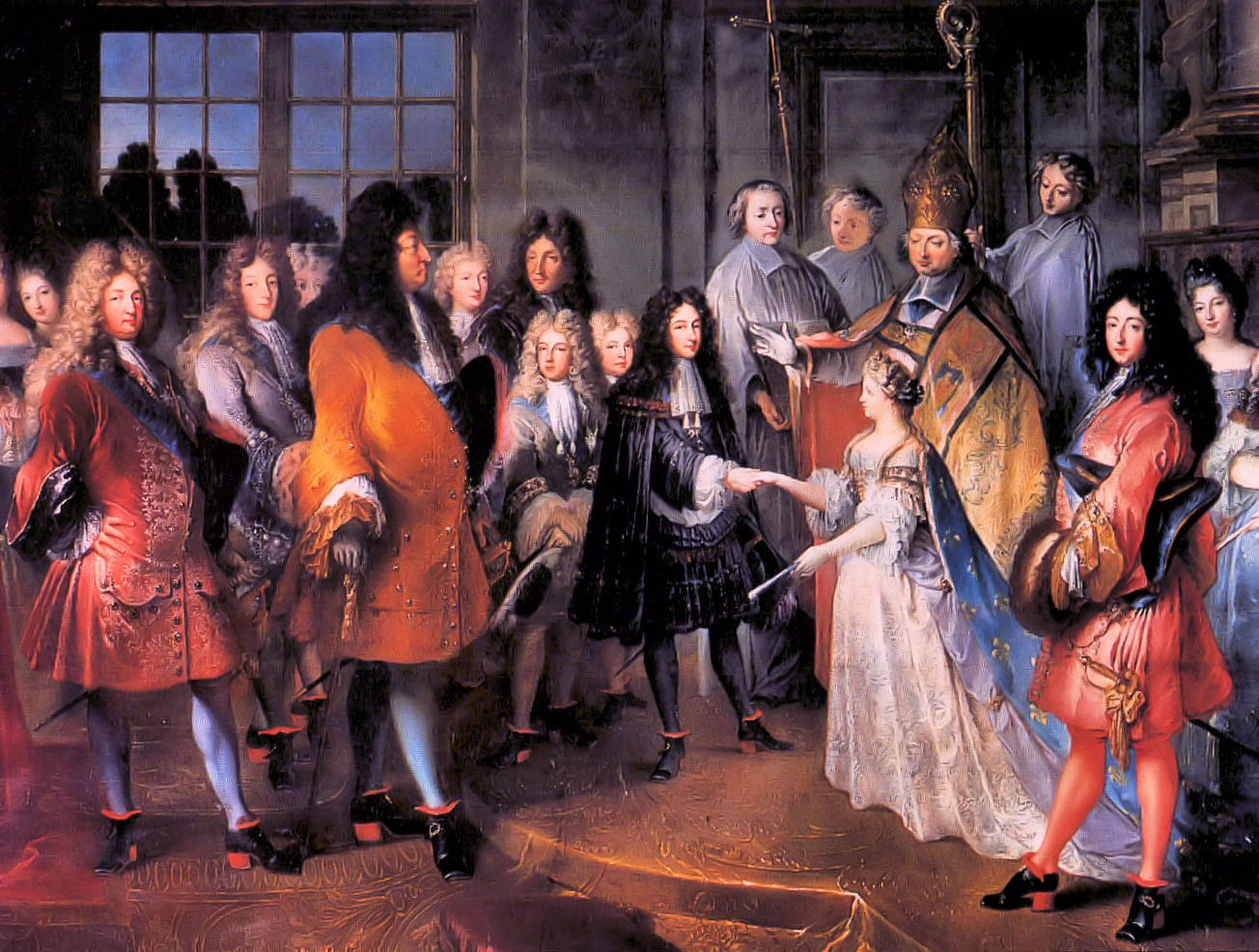

يشير مفهوم زواج المصالح[بحاجة لمصدر] في الاستخدام القديم له إلى زواج أو اتحاد اثنين من الأفراد المنتمين إلى دول قومية مختلفة أو داخليًا؛ بين كتلتي قوى، عادةً ما تظهر هذه الممارسة داخل المجتمعات الاستبدادية، ويرجع تاريخ هذه الممارسة إلى عصور ما قبل التاريخ، فترجع لأبعد من أوائل فترة الثقافات الإغريقية في المجتمع الغربي، والعصور القديمة المماثلة في الحضارات الأخرى. وقد تمثل أسطورة هيلين أفضل حكاية معروفة قبل التاريخ تروي حالة استسلام أنثى من السلالة الحاكمة بهدف تحقيق السلام أو لدعم التحالف بين الدول القومية برئاسة حكومات الأقليات الصغيرة أو الملَكية المعترف بها.

## الزيجات الأوروبية المبكرة
في حين ينظر النموذج الغربي المعاصر إلى حالات التزاوج بوصفها رباطًا فريدًا بين شخصين مغرمين ببعضهما البعض، غالبًا ما تنظر العائلات، التي تمثل فيها الوراثة مركزًا للسلطة أو الميراث (مثل العائلات الملكية)، إلى موضوع الزواج من وجهة نظر مختلفة. وغالبًا ما تكون هناك مهام سياسية أو غير رومانسية أخرى يلزم تحقيقها، كذلك يلزم الأخذ في الاعتبار الثورة والسلطة النسبية للزوجين المحتملين. ويكثر تواجد نمط الزواج القائم على أسباب سياسية أو اقتصادية أو دبلوماسية لقرون بين الحكام الأوروبيين.
تمثل عملية الاختيار الدقيق لأحد الزوجين أهمية بالغة للحفاظ على المكانة الملَكية للعائلة: فبالاعتماد على قانون الأراضي قيد النزاع، إذا تزوج الأمير أو الملك من فتاة من عامة الشعب وليست من أصول ملكية بالمرة، وحتى وإن تم الاعتراف بالمولود الأول بوصفه العاهل، فقد لا يكون هذا الابن قادرًا على المطالبة بالحصول على أيِ من حقوق المكانة الملكية التي يتمتع بها والده. فعلى مر التاريخ، نادرًا ما يتمتع أفراد العائلة الملكية الذين لم يُمنحوا اللقب الملكي بسلطة كبيرة.
تقليديًا، اكتسبت العديد من العوامل أهمية في التنظيم للزيجات الملكية. ويتمثل أحد هذه العوامل في كمية الأراضي التي تحكمها أو تسيطر عليها العائلة الملَكية الأخرى. أما العامل الآخر ذو الصلة فيكمن في مدى استقرار حالة السيطرة الممارسة على تلك الأراضي: عندما يكون هناك حالة من عدم الاستقرار الإقليمي في إحدى العائلات الملكية، ستصبح بقية العائلات الملكية الأخرى أقل ميلًا للزواج من هذه العائلة. وثمة عامل آخر يتمثل في التحالف السياسي: لقد كان الزواج يمثل وسيلة هامة لربط العائلات الملكية و«بلدانهم أثناء السلم والحرب» معًا ويمكن أن يبرر كذلك العديد من القرارات السياسية الهامة التي يتم اتخاذها.

## أهمية الدين
دائمًا ما كان الدين مرتبطًا ارتباطًا وثيقًا بالشؤون السياسية واستمر هكذا حتى اليوم في العديد من الدول. فكثيرًا ما كانت الاعتبارات الدينية ذات أهمية في الزيجات بين العائلات الملَكية، لا سيما في تلك الأراضي التي كانت تتميز بديانة راسخة (رسمية). وعندما تستعد إحدى العائلات الملكية لمناقشة أو الترتيب لزواج أحد أبنائها، فمن المهم للغاية أن يتبع الزوجان المحتملان نفس الدين أو، على الأقل يكون أحد الزوجين على استعداد لتحويل ديانته قبل الزفاف. وفي العائلات الملَكية غير الكاثوليكية، لم يكن هناك أسوأ من الزواج من شخص غير كاثوليكي. بل إن بعض الدول منعت أي شخص متزوج من كاثوليكي من اعتلاء العرش، كما في مرسوم التولية 1701 البريطاني. وعندما اعتنق أحد الأمراء البروستانتينيين المذهب الكاثوليكي، غامر باحتمالية أن تتبرأ منه عائلته، وغالبًا ما صدر قرار بمنعه من اعتلاء العرش. ولا تزال بعض هذه القوانين سارية المفعول، لقرون بعد انتهاء الحروب الدينية بأوروبا.
تشتمل الدول الكاثوليكية الرومانية على قوانين وقيود مماثلة. فقامت فرنسا على سبيل المثال على نحو فعال بمنع غير الكاثوليك من اعتلاء العرش. وحتى وإن لم يكن القانون يمنع بشكل صارم الزواج من الملوك غير الكاثوليك، فغالبًا ما كانت الأوضاع السياسية والمشاعر الشعبية كافية لإثناء الأمراء عن القيام بذلك.

## تفاوضات الزواج المبكرة
تظهر مفاوضات زواج هابسبيرغ التي كانت تدور حول زيجة إليزابيث الأولى ملكة إنجلترا الطريقة التي غالبًا ما يتم من خلالها التفاوض بشأن الزواج في العائلات الملَكية. وبدأت المرحلة الأولى عام 1559، بمبادرة تحالف زواج بين إنجلترا وأستراليا. ولكن باءت المرحلة الأولى بالفشل. مع ذلك، وصل الفزع بسكان إنجلترا إلى حد أنهم كانوا يخشون من الحكام الأجانب القادمين من بلدتهم وتأتي المرحلة الثانية من مفاوضات الزواج من جانب إنجلترا ولقد كان السير ويليام سيسيل مهتمًا بهذا الأمر وبدأ العمل على تفاوضات الزواج وفي حين أن المجموعة الأولى من المفاوضات أتت غير مؤكدة، تمكنت هذه المرحلة من حشد مزيد من الدعم وفي نهاية المطاف أصبحت إليزابيث في وضع يسمح لها بالدخول في قفص الزواج الذي لن تستطيع الخروج منه. وتعد مثل هذه المفاوضات متكررة الحدوث في الزيجات الملَكية. كذلك، تشكل العديد من العوامل جزءًا مهمًا من المفاوضات كالتحالفات التي سيتم إجراؤها، والدين ووجهات نظر العائلة الملَكية. وغالبًا ما يرتكز الزواج على الاعتبارات السياسية، وليس الحب في ذلك الوقت.
قام نابليون الأول، بوصفه الإمبراطور، بتوزيع الممالك والقريبات بسخاء متساوٍ على المشيرين المميزين والضباط العموميين. ومن خلال النظر في معظم السجلات التاريخية، يتبين أن زواج الدول كان شائعًا في رتب النبلاء الأدنى، وفي كثير من الأحيان كان يتم إجراء المساومات والتفاوضات في زواج المصالح الأقل في كافة فترات العصور الوسطى وخلال فترة منتصف القرن العشرين في المجتمع الغربي، ولكن لا تزال الأشكال القديمة تمارس سطوتها في العديد من السياقات الثقافية الأخرى في يومنا هذا. ومن أمثلة زواج المصالح لأسباب أدنى، الزواج الذي كان ثمرته ولادة جورج الثاني ملك بريطانيا العظمى. تمثل مهر الأميرة صوفية في ممتلكات تدر دخلًا سنويًا بقيمة 100000 تيلارا، الأمر الذي أدى بجورج لويس، دوق برونزويك-يونبورغ جورج الأول ملك بريطانيا العظمى)، التقدم للزواج من ابنة عمه الأولى صوفية أميرة تسيليه- عندما مارست والدته ضغطًا عليه للبدء في الترتيبات- كما وفر التحرك السلالي الدوقي الألماني للزوجين عن غير قصد المسار الداخلي لاعتلاء العروش البروتستانتية لإنجلترا واسكتلندا وأيرلندا (ولاحقًا، عروش المملكة المتحدة وأيرلندا).
لقد شهد عصرنا الحديث المصطلحات التي تتميز بالانجراف بعض الشيء فيشمل هذا المعنى الزواج المحلي البحت الذي يضم الشخصيات البارزة، لا سيما الملكية منها في تلك المجتمعات التي لا تزال تدعم هذه المؤسسة. ولقد شهدت العصور الأخيرة وجهات النظر الصحفية؛ والتي تظهر أن الملكية البريطانية قد دفعت الأموال لمسؤولي البلاط الملكي وكذا لمسؤولي العلاقات العامة الذين ناوروا من خلف الستار وأمام أعين العامة على حد سواء في مثل زيجات المصالح هذه (بالمعنى الغربي الأحدث) بين الأمراء، ومن بينهم الأمير تشارلز وأندرو والليدي ديانا وسارة.